# 池尻大橋站
池尻大橋站（日语：／ Ikejiri-ōhashi eki */?）位於日本東京都世田谷區與目黑區交界，是東急電鐵田園都市線的鐵路車站。車站編號是DT 02。
具體的位置是橫跨世田谷區池尻二丁目與池尻三丁目、目黑區大橋二丁目、東山三丁目，車站所在地是世田谷區池尻三丁目。

## 歷史
- 1977年（昭和52年）4月7日 - 新玉川線車站開業[2]。
- 2000年（平成12年）8月6日 - 新玉川線編入田園都市線，本站成為田園都市線車站。

## 結構
本站是側式月台2面2線的地底車站。1號線月台上設有廁所。
車站出入口分為東口、西口、南口、北口4處。其中，連接目黑區東山商店街的東口與通往世田谷區側池尻方向的西口較為寬廣，而位於國道246號人行道上的南口與北口則較為狹窄。4個出口皆無電扶梯。
剪票口層另有兩個電梯專用剪票口，分別有電梯通往上下線月台。西口與北口之間有「池尻大橋站」巴士站，設有電梯通往剪票口層。
| 月台 | 路線       | 方向 | 目的地                                     |
| ---- | ---------- | ---- | ------------------------------------------ |
| 1    | 田園都市線 | 下行 | 二子玉川、長津田、中央林間方向             |
| 2    | 田園都市線 | 上行 | 澀谷、 半藏門線 押上、 伊勢崎線 春日部方向 |

（來源：東急電鐵:車站構內圖 （页面存档备份，存于））

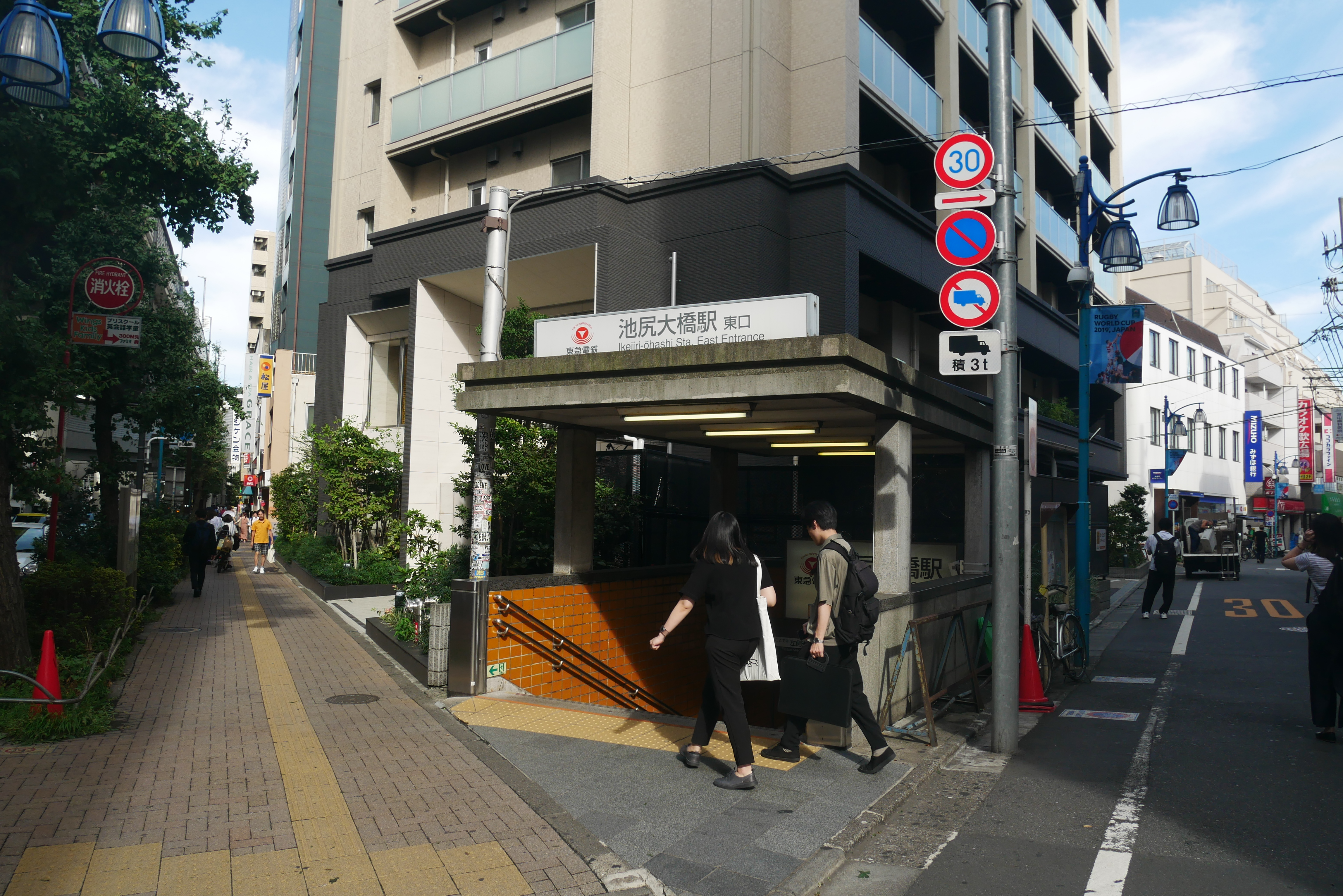
東口（2019年9月）
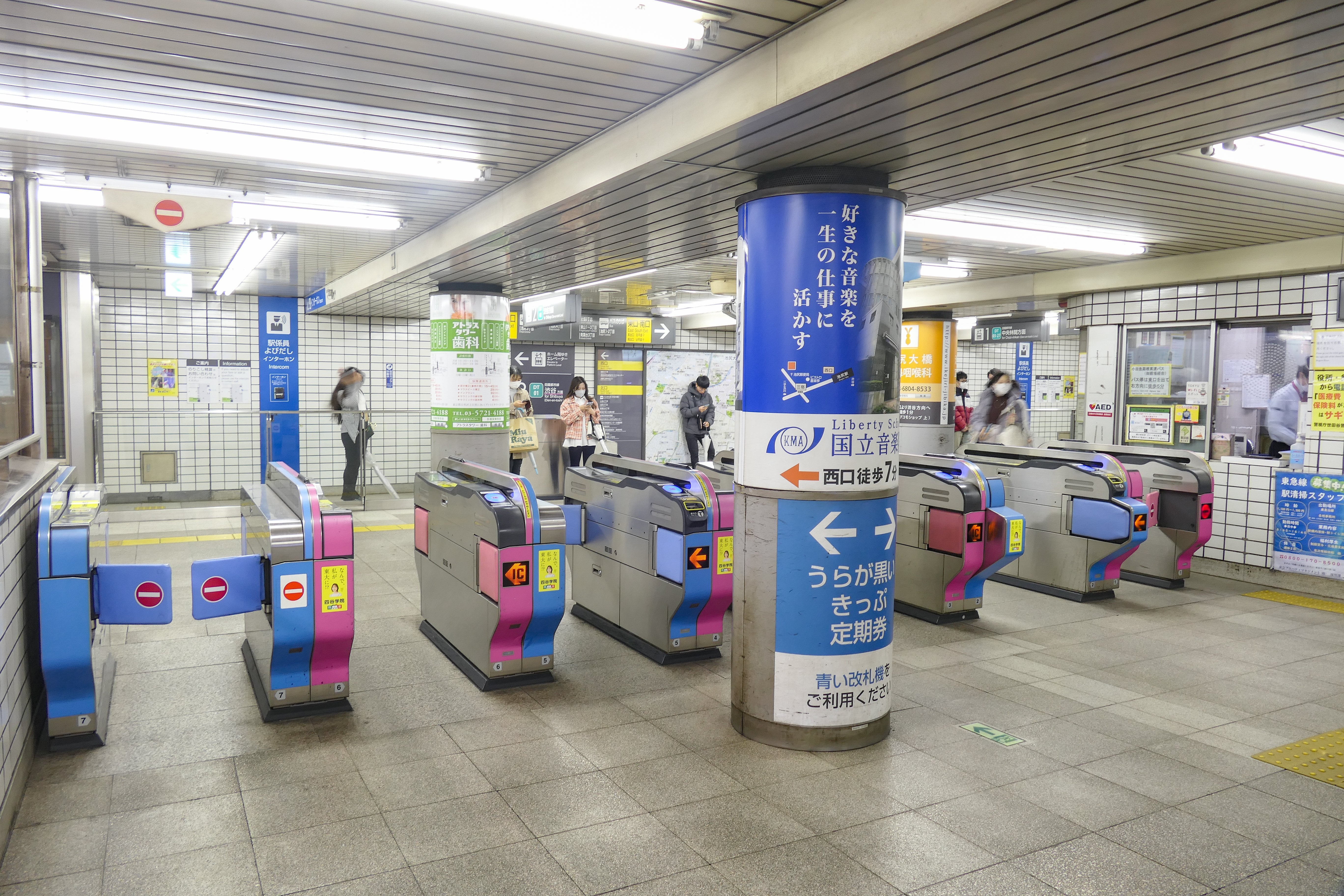
檢票口（2023年3月）
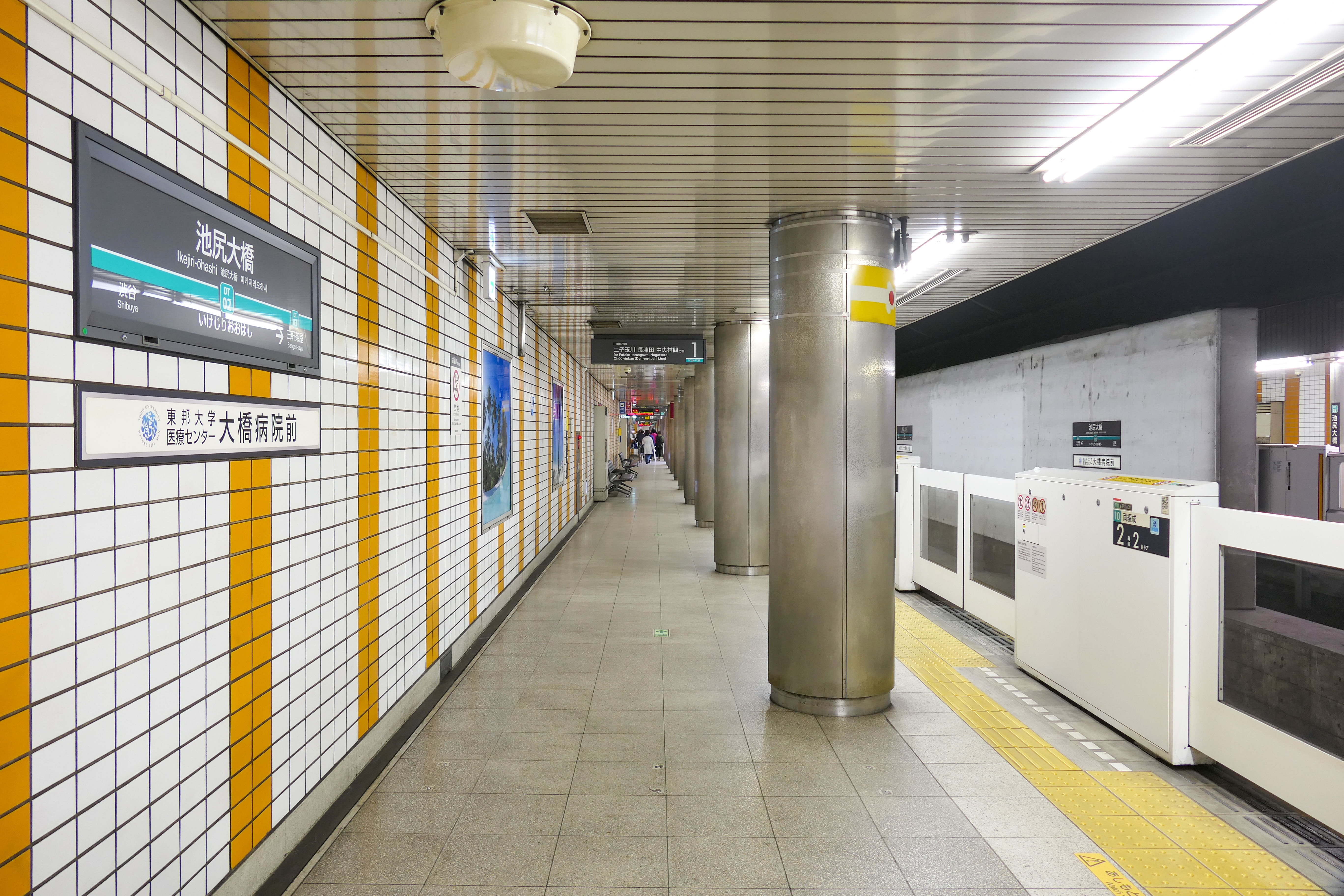
1號月台（2023年3月）
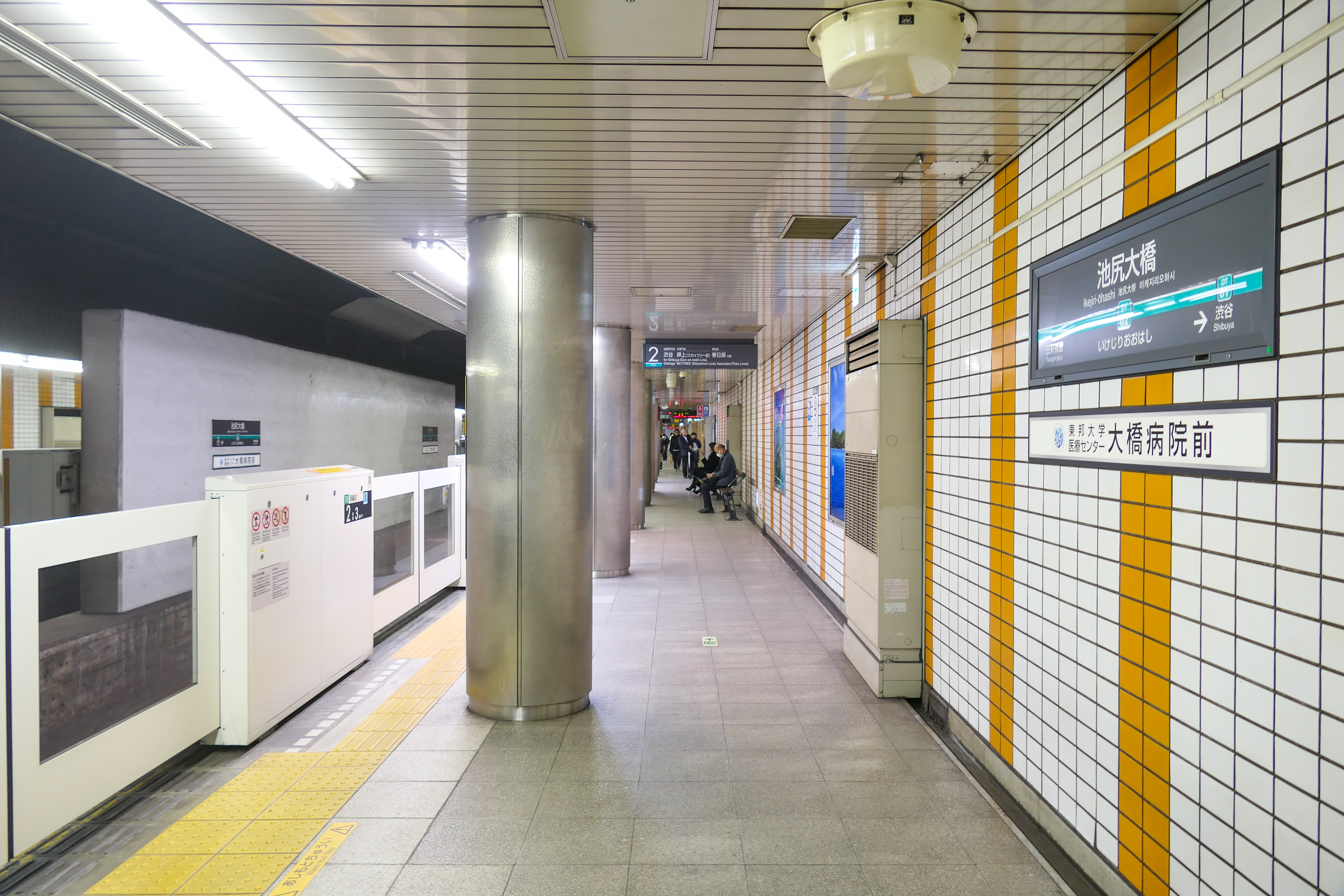
2號月台（2023年3月）

## 使用情況
- 東急電鐵 - 2016年度1日平均上下車人次為62,135人[利用客数 1]。
1991年度以前使用人數持續上升，1992年度開始下跌，2000年度以後才恢復成長。

近年1日平均上下、上車人次如下表。
| 年度               | 1日平均 上下車人次 | 1日平均 上車人次 | 來源              |
| ------------------ | ------------------ | ---------------- | ----------------- |
| 1977年（昭和52年） | 23,354             | 12,027           | [ 東京都統計 1 ]  |
| 1978年（昭和53年） | 27,102             | 14,234           | [ 東京都統計 2 ]  |
| 1979年（昭和54年） | 30,264             | 15,852           | [ 東京都統計 3 ]  |
| 1980年（昭和55年） | 32,083             | 16,832           | [ 東京都統計 4 ]  |
| 1981年（昭和56年） | 33,548             | 17,614           | [ 東京都統計 5 ]  |
| 1982年（昭和57年） | 35,200             | 18,573           | [ 東京都統計 6 ]  |
| 1983年（昭和58年） | 36,975             | 19,444           | [ 東京都統計 7 ]  |
| 1984年（昭和59年） | 39,424             | 20,672           | [ 東京都統計 8 ]  |
| 1985年（昭和60年） | 41,160             | 21,681           | [ 東京都統計 9 ]  |
| 1986年（昭和61年） | 43,951             | 23,197           | [ 東京都統計 10 ] |
| 1987年（昭和62年） | 45,154             | 23,705           | [ 東京都統計 11 ] |
| 1988年（昭和63年） | 46,934             | 24,827           | [ 東京都統計 12 ] |
| 1989年（平成元年） | 50,718             | 27,109           | [ 東京都統計 13 ] |
| 1990年（平成02年） | 53,075             | 28,972           | [ 東京都統計 14 ] |
| 1991年（平成03年） | 55,012             | 29,259           | [ 東京都統計 15 ] |
| 1992年（平成04年） | 53,519             | 28,977           | [ 東京都統計 16 ] |
| 1993年（平成05年） | 53,150             | 28,920           | [ 東京都統計 17 ] |
| 1994年（平成06年） | 52,960             | 28,651           | [ 東京都統計 18 ] |
| 1995年（平成07年） | 51,696             | 28,377           | [ 東京都統計 19 ] |
| 1996年（平成08年） | 51,858             | 28,429           | [ 東京都統計 20 ] |
| 1997年（平成09年） | 50,790             | 27,829           | [ 東京都統計 21 ] |
| 1998年（平成10年） | 49,054             | 27,107           | [ 東京都統計 22 ] |
| 1999年（平成11年） | 48,191             | 26,750           | [ 東京都統計 23 ] |
| 2000年（平成12年） | 49,659             | 26,586           | [ 東京都統計 24 ] |
| 2001年（平成13年） | 50,322             | 26,389           | [ 東京都統計 25 ] |
| 2002年（平成14年） | 49,353             | 25,929           | [ 東京都統計 26 ] |
| 2003年（平成15年） | 50,202             | 26,351           | [ 東京都統計 27 ] |
| 2004年（平成16年） | 50,266             | 26,434           | [ 東京都統計 28 ] |
| 2005年（平成17年） | 50,759             | 26,522           | [ 東京都統計 29 ] |
| 2006年（平成18年） | 52,955             | 27,685           | [ 東京都統計 30 ] |
| 2007年（平成19年） | 56,608             | 29,178           | [ 東京都統計 31 ] |
| 2008年（平成20年） | 56,533             | 29,156           | [ 東京都統計 32 ] |
| 2009年（平成21年） | 56,031             | 28,801           | [ 東京都統計 33 ] |
| 2010年（平成22年） | 57,321             | 29,409           | [ 東京都統計 34 ] |
| 2011年（平成23年） | 56,372             | 28,917           | [ 東京都統計 35 ] |
| 2012年（平成24年） | 57,594             | 29,512           | [ 東京都統計 36 ] |
| 2013年（平成25年） | 60,098             | 30,740           | [ 東京都統計 37 ] |
| 2014年（平成26年） | 60,758             | 31,035           | [ 東京都統計 38 ] |
| 2015年（平成27年） | 61,302             | 31,333           | [ 東京都統計 39 ] |
| 2016年（平成28年） | 62,135             |                  |                   |

備註
1. ↑  1977年4月7日開業。

## 週邊
- 目黑區立大橋圖書館（日语：目黒区立図書館）
- 目黑區役所（日语：目黒区役所）北部地區服務事務所
- 警視廳第三機動隊（日语：機動隊）
- 陸上自衛隊三宿駐屯地（日语：三宿駐屯地）
  - 防衛裝備廳電子裝備研究所
  - 防衛裝備廳先進技術推進中心
  - 自衛隊中央醫院（日语：自衛隊中央病院）
  - 陸上自衛隊衛生學校（日语：陸上自衛隊衛生学校）
- 目黑大橋郵局
- 目黑東山二郵局
- 目黑東山一郵局
- 世田谷池尻郵局
- 三菱東京UFJ銀行東京事務中心
- 丸正食品（日语：丸正チェーン商事）目黑大橋店
- 東邦大學醫療中心大橋醫院
- 國道246號
- 首都高速中央環狀線大橋系統交流道
- 大橋（日语：大橋 (目黒川)） - 目黑川橋梁
- 東山貝塚遺跡（日语：東山貝塚遺跡）
- 世田谷公園（日语：世田谷公園）
- LDH
- 東京都立駒場高等學校（日语：東京都立駒場高等学校）
- 駒場東邦中學校及高等學校（日语：駒場東邦中学校・高等学校）
- 筑波大学附属驹场中学校及高等学校
- 目黑區立第一中學校（日语：目黒区立第一中学校）

## 路線巴士
東急巴士的路線巴士經大橋、池尻（部分除外）可至澀谷站，多摩川站與田園調布站等東橫線沿線，等等力站與二子玉川站等大井町線沿線，祖師谷大藏站與成城學園前站等小田急線沿線。而小田急巴士經大橋、池尻可至澀谷站、成城學園前站、調布站。另外，為了提升澀谷與山手線內南部地域的便利性，多條高速巴士也在本站停車。
經大橋、池尻大橋站（僅往澀谷站）、池尻的路線系統如下。

### 東急巴士、東急TRANSSÉS路線
- [ 澀05 ] 澀谷站 - 大橋（←池尻大橋站） - 池尻 - 弦巻營業所（日语：東急バス弦巻営業所）
- [ 澀11 ] 澀谷站 - 大橋（←池尻大橋站） - 池尻 - 田園調布站
- [ 澀12 ] 澀谷站 - 大橋（←池尻大橋站） - 池尻 - 二子玉川站、高津營業所（日语：東急バス高津営業所）
- [ 澀21 ] 澀谷站 - 大橋（←池尻大橋站） - 池尻 - 上町站
- [ 澀23 ] 澀谷站 - 大橋（←池尻大橋站） - 池尻 - 祖師谷大藏站
- [ 澀24 ] 澀谷站 - 大橋（←池尻大橋站） - 池尻 - 成城學園前站（澀谷站發車班次是停靠成城學園前站西口） - 同小田急巴士的澀24
- [ 澀31 ] 澀谷站→大橋→池尻→下馬一丁目（循環）→池尻→池尻大橋站→大橋→澀谷站
- [ 澀32 ] 澀谷站→大橋→池尻→野澤龍雲寺（循環）→池尻→池尻大橋站→大橋→澀谷站
- [ 澀34 ] 澀谷站 - 大橋（←池尻大橋站） - 池尻 - 東京醫療中心（日语：独立行政法人国立病院機構東京医療センター）
- [ 澀41 ] 澀谷站 - 大橋 - 大井町站、大崎站西口、清水（日语：東急バス目黒営業所）
- [ 澀82 ] 澀谷站 - 大橋（←池尻大橋站） - 池尻 - 等等力
- [ TOKYU E-Liner ] 虹丘營業所（日语：東急バス虹が丘営業所）→池尻大橋站→澀谷站（僅下車）

### 小田急巴士路線
- [ 澀24 ] 澀谷站 - 大橋（←池尻大橋站） - 池尻 - 成城學園前站（澀谷站發車班次是停靠成城學園前站西口） - 同東急巴士的澀24
- [ 澀26 ] 澀谷站 - 大橋（←池尻大橋站） - 池尻 - 調布站南口

### 小田急箱根高速巴士路線
- 小田急箱根高速巴士（日语：小田急箱根高速バス）的池尻大橋巴士站，下行是箱根線乘車專用，與澀12、33、34的大橋巴士站同位置。上行是下車專用。
  - 箱根線 新宿高速巴士總站 - （新宿站西口） - 池尻大橋 - 東名御殿場（日语：御殿場インターチェンジ） - 御殿場站（ - 箱根桃源台 - 箱根園（日语：箱根園） - 箱根小田急山之飯店（日语：小田急山のホテル））
  - 御殿場Premium新宿號 新宿高速巴士總站←新宿站西口←池尻大橋←東名御殿場←御殿場Premium Outlets（日语：御殿場プレミアム、アウトレット）
  - 伊豆長岡、修善寺溫泉Liner 新宿高速巴士總站←新宿站西口←池尻大橋←長岡溫泉（日语：伊豆長岡温泉）←修善寺溫泉←修善寺站←修善寺年川車庫（新東海巴士（日语：新東海バス）運行）
  - 三島Express 新宿高速巴士總站←新宿站西口←池尻大橋←三島站←大平車庫（與東海巴士Orange Shuttle（日语：東海バスオレンジシャトル）共同運行）

### JR巴士關東路線
- JR巴士關東的池尻大橋巴士站（上行下車專用）停靠路線如下，部分路線僅部分班次停靠。
- 日行
  - 御殿場Premium Outlets號
  - 炒麵Express
  - 輝夜姬Express
  - 新宿Liner三河・名古屋號
  - 新宿・靜岡號
  - 日班特急 （福井方向）
  - 東海道日班特急號
- 夜行
  - 新宿DREAM三河・名古屋號
  - DREAM福井號
  - DREAM號、LADIES DREAM號、PREMIUM DREAM號、PREMIUM LADIES DREAM號、青春DREAM號、青春LADIES DREAM號、
  - DREAM德島號
  - DREAM高松號
  - DREAM松山號
  - DREAM高知號

### 南海Wing巴士南部、御坊南海巴士路線
- 夜行
  - 南十字和歌山號

## 名稱由来
玉川線時代，世田谷區池尻町設有「玉電池尻」電車站，而目黑區上目黑有「大橋」電車站。池尻大橋位處該兩個電車站之間，所以以池尻大橋作為站名。注意該站附近並沒有叫「池尻大橋」的橋。
車站通車前，東急曾計劃將該站定名為「大橋池尻」，故此自動售票機發行的車票試印版曾一度印上了「大橋池尻」。

## 相鄰車站
東急電鐵
 田園都市線
■急行
通過
■準急、■各站停車
澀谷（DT01）－池尻大橋（DT02）－三軒茶屋（DT03）

## 延伸閱讀
- 宮田道一. . JTBパブリッシング. 2008-09-01. ISBN 9784533071669.

## 外部連結
- 池尻大橋（各站資訊） - 東急電鐵（日語）